# راؤول سبيروني
راؤول سبيروني (بالإسبانية: Raúl Speroni) هو لاعب كرة قدم أرجنتيني في مركز الوسط، ولد في 8 مارس 1986 في بوينس آيرس في الأرجنتين. لعب مع أرسنال ساراندي وإستوديانتيس دي لا بلاتا وبيهور أوراديا وفيليز سارسفيلد ونادي زامورا.

## وصلات خارجية
- راؤول سبيروني على موقع Soccerway.com (الإنجليزية)